# عضو جبری
در ریاضیات، اگر L توسیع میدانی از K باشد (که به صورت {\displaystyle L/K} نوشته می‌شود)، آنگاه عضوی از L چون a را عضو جبری یا عنصر جبری روی K نامند (یا صرفاً می‌گویند a روی K جبری است) اگر وجود داشته باشد چندجمله‌ای ناصفری چون {\displaystyle g(x)} که ضرایبش در K باشد به گونه ای که {\displaystyle g(a)=0}. به اعضایی از L که روی K جبری نیستند، متعالی روی K گویند.
این نمادگذاری‌ها، اعداد جبری و متعالی را تعمیم می‌دهند (که در آن توسیع میدانی به صورت {\displaystyle \mathbb {C} /\mathbb {Q} } است به گونه‌ای که {\displaystyle \mathbb {C} } میدان اعداد مختلط و {\displaystyle \mathbb {Q} } میدان اعداد گویا می باشد).